# Tron: Ares
Pour les articles homonymes, voir Tron (homonymie) et Ares (homonymie).
Série Tron
Tron : L'Héritage
(2010)
Pour plus de détails, voir Fiche technique et Distribution.
Tron: Ares est un film américain réalisé par Joachim Rønning et dont la sortie est prévue pour 2025. Il s'agit du troisième volet d'une franchise débutée en 1982 avec le film Tron.

## Synopsis
Ares, un programme informatique très sophistiqué, est envoyé dans le monde réel pour une mission dangereuse. Cela va marquer la première rencontre de l'Humanité avec des êtres doués d'intelligence artificielle.

## Fiche technique
Sauf indication contraire, les informations mentionnées dans cette section peuvent être confirmées par les bases de données cinématographiques IMDb et Allociné,  présentes dans la section « Liens externes ».
- Titre original : Tron: Ares
- Réalisation : Joachim Rønning
- Scénario : Jesse Wigutow et Jack Thorne, d'après les personnages créés par Steven Lisberger et Bonnie MacBird
- Musique : Nine Inch Nails
- Direction artistique : Chris Beach, Jason Corgan Brown, Denise Hudson, Robert Andrew Johnson, Kristen Maloney, Grant Van Der Slagt et Benoit Waller
- Décors : Darren Gilford
- Costumes : Christine Bieselin Clark et Alix Friedberg
- Photographie : Jeff Cronenweth
- Son : Peter Mulholland, Mark Noda
- Montage : N/A
- Production : Sean Bailey, Jared Leto, Steven Lisberger, Emma Ludbrook, Jeffrey Silver et Justin Springer
  - Production déléguée : Russell Allen
  - Production associée : Meera Jogani
- Sociétés de production : Paradox et Walt Disney Pictures
- Société de distribution : Walt Disney Studios Motion Pictures
- Budget : N/A
- Pays de production :  États-Unis
- Langue originale : anglais
- Format : couleur — son IMAX 6-Track / Dolby Atmos
- Genre : science-fiction, action, aventure
- Dates de sortie[2] : Dates sujettes à modification
  - France, Suisse romande : 8 octobre 2025[3],[4]
  - États-Unis, Québec : 10 octobre 2025[5]
  - Belgique : 28 janvier 2026

## Distribution
- Jared Leto : Ares
- Jeff Bridges : Kevin Flynn
- Greta Lee : Eve Kim
- Evan Peters : Julian Dillinger
- Hasan Minhaj
- Jodie Turner-Smith
- Cameron Monaghan
- Sarah Desjardins
- Gillian Anderson
- Arturo Castro

## Production

### Genèse et développement
Le second volet de la franchise, Tron : L'Héritage de Joseph Kosinski sort aux États-Unis en décembre 2010. Le réalisateur, scénariste et concepteur des effets visuels du premier opus, Steven Lisberger, annonce rapidement un troisième film, avec Edward Kitsis et Adam Horowitz comme scénaristes,. En avril 2011, Joseph Kosinski révèle que le script, toujours en développement, se focalisera sur Sam Flynn et Quorra dans le monde réel. En juin 2011, il est annoncé que David DiGilio a été engagé pour réécrire le script, alors qu'Edward Kitsis et Adam Horowitz se concentrent sur leur série télévisée Once Upon a Time. En 2012, l'acteur du premier film Bruce Boxleitner évoque un début de tournage pour 2014, une fois que Joseph Kosinski aura terminé Oblivion. En juin 2012, Edward Kitsis et Adam Horowitz révèlent qu'ils sont toujours impliqués dans le projet. Cependant, en décembre de la même année, Jesse Wigutow est engagé pour réécrire le script. Bruce Boxleitner et Garrett Hedlund sont ensuite confirmés.
En mars 2015, il est annoncé que Disney a officiellement validé le projet, avec Garrett Hedlund, Joseph Kosinski et Olivia Wilde, alors que la production doit débuter en octobre de cette année-là à Vancouver,,. Cependant, en mai de la même année, il est révélé que le studio abandonne le film, ce que confirme Olivia Wilde le mois suivant. La raison de l'annulation serait les résultats négatifs au box-office d'une autre production de Disney, À la poursuite de demain. En septembre 2015, Garrett Hedlund déclare que la suite ne serait pas « totalement morte » et qu'il serait intéressé pour revenir si un nouveau film était annoncé.
En août 2016, Brigham Taylor (en), producteur de longue date chez Disney, révèle que des discussions ont eu lieu à propos du futur de la franchise Tron. En février 2017, Joseph Kosinski déclare que le projet n'est pas totalement annulé et attribue l'acquisition alors récente par Disney de Lucasfilm et Marvel comme raison pour laquelle Tron a été mis en veille.
En mars 2017, il est finalement rapporté que la franchise s'orienterait plutôt vers un reboot. Jared Leto est annoncé dans le rôle d'un nouveau personnage nommé Ares, qui aurait été conservé des nombreuses réécritures. En août 2020, Garth Davis est choisi comme réalisateur, alors que le scénariste Jesse Wigutow est toujours lié au projet. Le chef décorateur Patrice Vermette est à cette époque lui aussi sur le film.
En mars 2022, alors qu'il fait la promotion de Morbius, Jared Leto confirme que le film va se faire. En janvier 2023, il est annoncé que Garth Davis n'est plus pressenti pour réaliser le film et que Joachim Rønning est envisagé. Patrice Vermette quitte lui aussi le projet.

### Attribution des rôles
En juin 2022, Evan Peters, Greta Lee et Jodie Turner-Smith rejoignent la distribution,,. Cameron Monaghan et Sarah Desjardins sont ensuite annoncés,. En janvier 2024, Gillian Anderson rejoint la distribution du film.
En avril 2024, Jeff Bridges, interprète de Kevin Flynn dans les deux précédents films, confirme son retour.

### Tournage
Le tournage devait initialement débuter à Vancouver en août 2023, mais il est repoussé en raison de la grève de la Writers Guild of America puis par celle de la SAG-AFTRA,. Après la résolution de ces conflits en novembre 2023, il est annoncé que les prises de vues débuteront début 2024. Cependant, il est révélé peu après que le tournage va débuter prochainement. En janvier 2024, le réalisateur Joachim Rønning révèle que celui-ci a débuté. Il a lieu à Vancouver.